# Treasure (hiroの曲)
「Treasure」（トレジャー）は、日本の女性歌手hiroの3枚目のシングル。2000年10月25日にトイズファクトリーよりリリースされた。

## 解説
- SPEED解散後初のソロ作品。初めて伊秩弘将以外の作家を起用した作品。
- プロデュースは葉山拓亮。
- hiro本人によると、この楽曲は葉山がhiroの人物像を客観的に想像して制作されたという。
- 同じくSPEEDのメンバーの上原多香子が出演していたドラマ『新宿暴走救急隊』のEDテーマ、挿入歌に起用された。ドラマとのタイアップもあってか、カラオケチャートでも長期間上位にランクインした。前作から半年過ぎてからのリリース（当時としては異例）で、髪型をロングからセミロングにし、メイクやファッションも変え、新しいhiroをアピールしていた。
- ソロ作品の中では2番目の売上を記録した。売上枚数は60.2万枚。

- 当時hiroは、このまま芸能界にいたら社会のことを何も知らず、人の目を気にして普通の生活を送れない人間になってしまい、このままでいいのかと将来に悩んでいた時期であった。しかし、事務所の社長にこの楽曲を紹介され、「歌いたい」という気持ちが芽生えたことがきっかけで、芸能界に残ることを決意。曲の雰囲気が前作までと異なっていたため、自分のやりたいことをやろうと思い、イメージを刷新したという経緯がある。[1]

- 本来3枚目のシングルの表題曲は「You Make Me Cry」で、カップリング曲も「What's Up!」と「RAIN SONG」となるはずだったが、急遽発売中止になり、代わりに本楽曲が発売されることとなった。
「You Make Me Cry」は後に1stアルバム『BRILLIANT』に、「What's Up!」はベストアルバム『寛 シングル・コレクション』に、「RAIN SONG」はボックスセット『UTAUTAI』に収録された。

## 収録曲
|   | タイトル                                    | 時間    | 補足                       |
| - | ------------------------------------------- | ------- | -------------------------- |
| 1 | Treasure                                    | 4分55秒 | 作詞・作曲・編曲：葉山拓亮 |
| 2 | Secret Promise                              | 4分29秒 | 作詞・作曲・編曲：葉山拓亮 |
| 3 | Early Passed Time To Winter                 | 6分29秒 | 作詞・作曲・編曲：葉山拓亮 |
| 4 | Treasure (Instrumental）                    | 4分55秒 |                            |
| 5 | Secret Promise (Instrumental)               | 4分29秒 |                            |
| 6 | Early Passed Time To Winter (Instrumental） | 6分29秒 |                            |

## 収録アルバム・DVD
| アルバム/DVD      | 収録タイトル              | 発売日        | 収録作品                      |
| ----------------- | ------------------------- | ------------- | ----------------------------- |
| 1stアルバム       | BRILLIANT                 | 2001年1月31日 | 08. Treasure（album version） |
| クリップ集（DVD） | BRILLIANT ON FILMS        | 2001年4月18日 | 04. Treasure                  |
| ベストアルバム    | 寛 シングル・コレクション | 2006年2月1日  | 05. Treasure                  |
| クリップ集（DVD） | 寛 クリップ・コレクション | 2006年2月1日  | 04. Treasure                  |